# Нэтчбулл, Нортон, 3-й граф Маунтбеттен Бирманский
Нортон Луис Филипп Нэтчбулл (англ. Norton Louis Philip Knatchbull; родился 8 октября 1947) — британский аристократ, 8-й барон Брэбурн с 2005 года, 3-й граф Маунтбеттен Бирманский и 3-й виконт Маунтбеттен Бирманский с 2017 года. Кинопродюсер. С 1979 по 2005 год он носил титул учтивости лорд Ромсей, с 2005 по 2017 год — лорд Брэбурн.

## Биография
Нортон Нэтчбулл родился 8 октября 1947 года в Лондоне в семье Джона Нэтчбулла, 7-го барона Брэбурна, и Патрисии Маунтбеттен. Он принадлежит к высшей британской аристократии: его предки по мужской линии с 1641 года были баронетами Нэтчбулл из Мерсхем-Натча, а с 1880 года заседали в палате лордов как бароны Брэбурн. Мать Нортона происходила из рода Маунтбеттенов, побочной ветви Гессенского дома, и приходилась праправнучкой королевы Виктории; её отцом был Луис Маунтбеттен, последний вице-король Индии и первый граф Маунтбеттен Бирманский, а двоюродным братом — принц Филипп, муж королевы Елизаветы II. Филипп стал крёстным отцом Нортона, а тот впоследствии стал крёстным отцом принца Уильяма.
Нэтчбулл получил образование в школе Дракона в Оксфорде и Гордонстоунской школе в Элгине, Морей, Шотландия. Впоследствии он учился в Кентском университете на юго-востоке Англии. Вслед за отцом Нэтчбулл занялся кинобизнесом. Он участвовал в организации съёмок фильма «Мост слишком далеко» (1977), был в числе продюсеров фильма «Смерть на Ниле» (1978). После смерти отца в 2005 году Нэтчбулл получил титулы баронета и барона, а после смерти матери в 2017 году стал третьим графом Маунтбеттеном Бирманским и третьим виконтом Маунтбеттеном Бирманским.
20 октября 1979 года Нортон Нэтчбулл женился на Пенелопе Мэредит Иствуд, дочери миллионера Реджинальда Иствуда и Мэриан Худ. В этом браке родились:
- Николас Чарльз Луи Нортон Нэтчбулл, лорд Брэбурн (15 мая 1981)[1];
- Александра Виктория Эдвина Диана Нэтчбулл (5 декабря 1982), крестница Дианы, принцессы Уэльской, жена с 2016 года Томаса Хупера[5];
- Леонора Луиза Мэри Элизабет Нэтчбулл (25 июня 1986 — 22 октября 1991)[1].